# Shepherd (Michigan)
Shepherd – wieś w Stanach Zjednoczonych, w stanie Michigan, w hrabstwie Isabella.